# Élections municipales de 2014 à La Rochelle
Les élections municipales de 2014 à La Rochelle concernent le renouvellement du conseil municipal de La Rochelle. Comme dans le reste de la France, le premier tour s'est tenu le 23 mars, et le second le 30 mars .

## Analyse
En novembre 2013, la section du Parti socialiste de La Rochelle désigne Anne-Laure Jaumouillié pour conduire la liste de gauche aux élections municipales de 2014 et succéder à Maxime Bono, qui ne souhaite pas se représenter. Mécontent de ce choix, Jean-François Fountaine, alors membre du Parti Socialiste, exige une primaire ouverte, où il est encore battu, en décembre 2014. Contestant une nouvelle fois ce choix, il forme une liste dissidente avec des Verts et des centristes.
Au premier tour, les électeurs rochelais mettent en première position la liste socialiste menée par Anne-Laure Jaumouillié avec 30,21 %. La liste menée par Jean-François Fountaine arrive seconde avec 28,79 %. La liste d'union de la droite menée par Dominique Morvant, troisième, obtient 18,91 %. À noter la quatrième place de la liste du RN menée par Jean-Marc de Lacoste Lareymondie qui n'obtient que 8,51 %.
La liste de Jean-François Fountaine arrive en deuxième position derrière la liste socialiste, au premier tour, mais elle remporte ces élections, dans une triangulaire, au deuxième tour, le 30 mars 2014, bénéficiant d'un report de voix d'une partie des électeurs de la liste UMP-UDI. Ainsi, les électeurs offrent 24 sièges à la liste de Jean-François Fountaine avec 43,68 % contre 40,10 % et 7 sièges pour la liste socialiste et 16,21 % et 2 sièges pour la droite.

## Résultats
|                |                                  |                |              |              |             |             |        |        |
| Tête de liste  | Tête de liste                    | Liste          | Premier tour | Premier tour | Second tour | Second tour | Sièges | Sièges |
| Tête de liste  | Tête de liste                    | Liste          | Voix         | %            | Voix        | %           | CM     | CC     |
|                | Anne-Laure Jaumouillié           | PS-PCF-DVG     | 8 020        | 30,21        | 10 819      | 40,10       | 10     | 7      |
|                | Jean-François Fountaine          | DVG-DVC        | 7 642        | 28,79        | 11 784      | 43,68       | 35     | 24     |
|                | Dominique Morvant                | UMP-UDI        | 5 021        | 18,91        | 4 375       | 16,21       | 4      | 2      |
|                | Jean-Marc De Lacoste Lareymondie | FN             | 2 261        | 8,51         |             |             | 0      | 0      |
|                | Jean-Marc Soubeste               | EELV           | 1 605        | 6,04         | 0           | 0           |        |        |
|                | Jessica Dulauroy                 | FG             | 1 005        | 3,78         | 0           | 0           |        |        |
|                | Thierry Sagnier                  | SE             | 718          | 2,70         | 0           | 0           |        |        |
|                | Antoine Colin                    | LO             | 269          | 1,01         | 0           | 0           |        |        |
|                |                                  |                |              |              |             |             |        |        |
| Inscrits       | Inscrits                         | Inscrits       | 49 931       | 100,00       | 49 932      | 100,00      |        |        |
| Abstentions    | Abstentions                      | Abstentions    | 22 840       | 45,74        | 22 088      | 44,24       |        |        |
| Votants        | Votants                          | Votants        | 27 091       | 54,26        | 27 844      | 55,76       |        |        |
| Blancs et nuls | Blancs et nuls                   | Blancs et nuls | 550          | 2,03         | 866         | 3,11        |        |        |
| Exprimés       | Exprimés                         | Exprimés       | 26 541       | 97,97        | 26 978      | 96,89       |        |        |